# Langenstraße 50 (Stralsund)
Das Haus Langenstraße 50 in Stralsund ist ein Bauwerk in der Langenstraße, dessen Türen denkmalgeschützt sind.

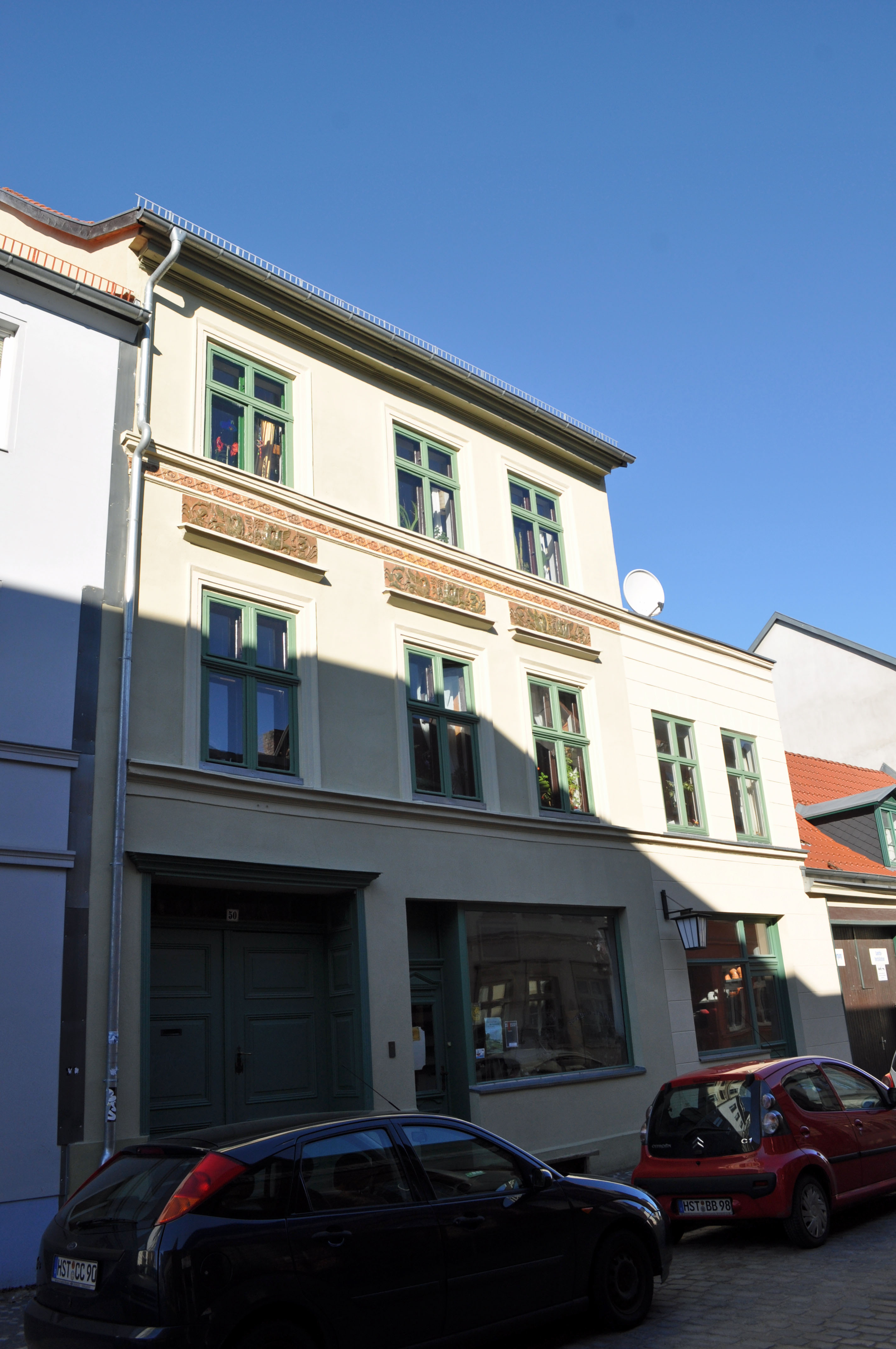
Haus Langenstraße 50 in Stralsund (2012)

Das Haus wurde in der ersten Hälfte des 19. Jahrhunderts errichtet. Die Front zur Langenstraße weist zwei Türen auf, die beide denkmalgeschützt sind. Die Haustür ist zweiflüglig ausgeführt und kassettiert; die in einer ausgekleideten Portalnische eingefügte Tür stammt aus der Bauzeit des Hauses. Die einflüglige Ladentür mit Sichtfenster wurde zusammen mit dem Schaufenster im Jahr 1906 eingebaut.
Haustür und Ladentür des Hauses im Kerngebiet des von der UNESCO als Weltkulturerbe anerkannten Stadtgebietes des Kulturgutes „Historische Altstädte Stralsund und Wismar“ sind in die Liste der Baudenkmale in Stralsund eingetragen.